# Devils & Dust
Devils & Dust es el decimotercer álbum de estudio del músico estadounidense Bruce Springsteen, publicado por la compañía discográfica Columbia Records en abril de 2005. El álbum, el tercero de carácter folk en la carrera musical de Springsteen tras Nebraska y The Ghost of Tom Joad, alcanzó el primer puesto en las listas de discos más vendidos de varios países, incluyendo los Estados Unidos y el Reino Unido.

## Historia
Springsteen se vio motivado a la hora de grabar material que databa de una década o más en el álbum Devils & Dust. El tema «All The Way Home» había sido escrito en 1991 para que Southside Johnny lo incluyera en su álbum Better Days. Las canciones «Long Time Comin'» y «The Hitter» fueron escritas e interpretadas durante la gira en solitario de Springsteen tras la publicación de The Ghost of Tom Joad en 1996. Por otra parte, «Devils & Dust» también fue ensayada durante la gira de The Rising y en la gira Vote for Change: de hecho, la canción figuró en su lista de canciones para al menos uno de los conciertos de la gira, pero fue sustituida por una interpretación de «Star Spangled Banner».
El álbum incluye canciones relacionadas con la invasión de Irak y la consecuente ocupación del país, como «Devils & Dust», así como del imaginario del Viejo oeste americano, de forma similar a la temática de The Ghost of Tom Joad. El álbum también se ocupa de la relación entre madres e hijos, una temática distinta a canciones anteriores en las que Springsteen solo habló de la relación con su padre. La canción «Reno» describe con detalles gráficos un encuentro sexual con una prostituta, mientras que en «Long Time Comin'» incluyó explícitamente la palabra «fuck». Springsteen explicó a posteriori que «Reno» trataba de un hombre aun enamorado de la mujer que perdió y cuya desesperación no puede ser vencida siquiera por una prostituta, mientras que la inclusión de «fuck» en «Long Time Comin'» tenía un sentido positivo, referente al crecimiento de su nuevo hijo («I ain't gonna fuck it up this time» —en español: «No la voy a joder esta vez»—).
La canción que cierra el disco, «Matamoros Banks», explora el pensamiento de un inmigrante a punto de morir cruzando la frontera de México y continúa con la temática de «Across the Border», incluida en The Ghost of Tom Joad.
El 28 de marzo, la web AOL estrenó en exclusiva la canción «Devils & Dust», un día antes de publicarse en la tienda de iTunes.

## Recepción
Tras su publicación, Devils & Dust obtuvo buenas reseñas de la prensa musical, con una puntuación de 81 sobre 100 en la web Metacritic basada en 24 reseñas. Stephen Thomas Erlewine de Allmusic escribió: «La clave de Devils & Dust, y por qué es su disco más fuerte en mucho tiempo, es que la música es vívida y variada como las palabras. A diferencia del meditativo y monocromático The Ghost of Tom Joad, tiene diferentes paletas de color. Epopeyas sombrías como "The Hitter" o la solitaria y triste "Reno" están compensadas por las encendedoras "Long Time Comin'", "Maria's Bed" y "ll I'm Thinkin' About", mientras que las temperamentales "Black Cowboys" y "Devils & Dust" están reforzadas por una sutil producción cinematográfica».
A nivel comercial, Devils & Dust fue el séptimo álbum en alcanzar el primer puesto de la lista estadounidense Billboard 200. La RIAA certificó el álbum como disco de oro tras superar las 650 000 copias vendidas en noviembre de 2008. Además, Devils & Dust fue nominado a cinco premios Grammy, tres de los cuales recayeron sobre la canción «Devils & Dust». Sin embargo, Springsteen solo consiguió el Grammy a la mejor interpretación vocal rock masculina por «Devils & Dust».

## Lista de canciones
Todas las canciones escritas y compuestas por Bruce Springsteen. 
| N.º | Título                   | Duración |  |
| 1.  | «Devils & Dust»          | 5:01     |  |
| 2.  | «All the Way Home»       | 3:41     |  |
| 3.  | «Reno»                   | 4:11     |  |
| 4.  | «Long Time Comin'»       | 4:20     |  |
| 5.  | «Black Cowboys»          | 4:11     |  |
| 6.  | «Maria's Bed»            | 5:40     |  |
| 7.  | «Silver Palomino»        | 3:25     |  |
| 8.  | «Jesus Was an Only Son»  | 2:57     |  |
| 9.  | «Leah»                   | 3:34     |  |
| 10. | «The Hitter»             | 5:56     |  |
| 11. | «All I'm Thinkin' About» | 4:24     |  |
| 12. | «Matamoros Banks»        | 4:01     |  |

## Personal
| Músicos - Bruce Springsteen: voz, guitarras, teclados, bajo, batería, armónica, pandereta y percusión - Marty Rifkin: guitarra steel - Brendan O'Brien: sitar, bajo y tambora - Soozie Tyrell: violín y coros - Nashville String Machine: cuerdas - Chuck Plotkin: piano - Danny Federici: teclados - Steve Jordan: batería - Patti Scialfa: coros - Lisa Lowell: coros - Mark Pender: trompeta - Brice Andrus, Susan Welty, Thomas Witte, Donald Strand: sección de vientos | Equipo técnico - Chris Austopchuck: diseño artístico - Dave Bett: diseño artístico - Billy Bowers: ingeniero asistente - Anton Corbijn: fotografía - Danny Clinch: diseño de portada - Nick Didia: grabación - Karl Egsieker: ingeniero de sonido - Michelle Holme: diseño artístico - Bob Ludwig: masterización - Brendan O'Brien: producción musical - Chuck Plotkin: producción musical - Toby Scott: mezclas |

## Posición en listas
| Año  | País              | Lista                   | Posición |
| ---- | ----------------- | ----------------------- | -------- |
| 2005 | Australia         | ARIA Albums Chart       | 10       |
| 2005 | Austria           | Ö3 Austria Top 40       | 1        |
| 2005 | Bélgica (Flandes) | Ultratop 200 Albums     | 1        |
| 2005 | Bélgica (Valonia) | Ultratop 200 Albums     | 5        |
| 2005 | España            | Promusicae Albums Chart | 2        |
| 2005 | Estados Unidos    | Billboard 200           | 1        |
| 2005 | Francia           | SNEP Albums Chart       | 3        |
| 2005 | Irlanda           | Irish Albums Chart      | 1        |
| 2005 | Noruega           | VG-lista Albums Chart   | 2        |
| 2005 | Países Bajos      | Mega Album Top 100      | 1        |
| 2005 | Reino Unido       | UK Album Chart          | 1        |
| 2005 | Suecia            | Albums Top 60           | 1        |
| 2005 | Suiza             | Top Albums 100          | 1        |

| Año  | Sencillo        | Lista             | Posición más alta |
| ---- | --------------- | ----------------- | ----------------- |
| 2005 | «Devils & Dust» | Billboard Hot 100 | 72                |